# Sint-Agneskerk (Amsterdam)
De Sint-Agneskerk in Amsterdam is een katholieke parochiekerk, gelegen op de hoek van Amstelveenseweg 163 en Cornelis Krusemanstraat, aan het Haarlemmermeercircuit en aan de rand van de Willemsparkbuurt. De kerk, die gewijd is aan de martelares Sint Agnes, werd tussen 1919 en 1932 gebouwd naar een ontwerp van architect Jan Stuyt en is in 1996 aangewezen als Rijksmonument. De Agnes was de eerste kerk in Amsterdam met een vrijstaande klokkentoren.
De Sint Agneskerk wordt sinds 2006 bediend door de Priesterbroederschap van Sint-Pieter (FSSP)

## Geschiedenis

### Bouwgeschiedenis
De Sint-Agneskerk was een dochterkerk van de Onze-Lieve-Vrouwe van de Allerheiligste Rozenkranskerk in de Jacob Obrechtstraat, in de volksmond beter bekend als de Obrechtkerk. In 1917 was een grootscheepse uitbreiding van Amsterdam-Zuid op handen (Berlage's 'Plan Zuid'). In het nieuwe stadsgebied was behoefte aan een nieuwe rooms-katholieke parochie. In 1919 wees de bisschop van Haarlem, mgr. A.J. Callier, L.Th.M. Snelders aan als bouwpastoor. Een bouwcommissie trok voor het ontwerpen van de kerk de architect Jan Stuyt aan, die eerder naast Jos Cuypers de grootste hand had gehad in de bouw van de Obrechtkerk (1901-1908). De nieuwe kerk zou worden toegewijd aan de heilige Agnes, een jeugdige Romeinse martelares. Voor zijn ontwerp greep Stuyt daarom terug op "de prachtige hallen der oud-christelijke basilieken in Rome". De Agnes-kerk vertoont dan ook gelijkenissen met de Sint-Agnes buiten de muren te Rome. De vrij staande toren herinnert aan de Italiaanse 'campanile'.
De kerk kwam om financiële redenen in twee fasen tot stand. Tijdens de eerste fase (1919-1920) zijn het schip en de zijbeuken gebouwd. Daarbij is de oostzijde van het schip tijdelijk afgesloten door een noodmuur, met een hoge apsis als tijdelijk priesterkoor, en twee kleinere voor de zijaltaren. Daarachter bevonden zich nog een bergruimte en de sacristie. Op 24 oktober 1921 is de kerk in gebruik genomen en ingewijd door de toenmalige deken van Amsterdam, mgr. Th. Bosman. Tijdens de tweede fase (1930-1932) is de kerk uitgebreid met het transept, het priesterkoor, de klokkentoren, de doopkapel, de pastorie en het winkelhuis aan de Cornelis Krusemanstraat. De kerkwijding door mgr. Johannes Aengenent, bisschop van Haarlem, vond plaats op 16 maart 1932.

### Strijd om het behoud
Vanaf het eind van de jaren 1960 liep het kerkbezoek in Nederland terug. In de jaren 1970 en 1980 trof de ontkerkelijking tal van parochies in Amsterdam, waaronder ook de Agnesparochie. Plannen voor afbraak van de kerk ten gunste van nieuwbouw met dure koopappartementen en een grote parkeerplaats, leidden in 1978 tot de oprichting van de 'Werkgroep Behoud de Agneskerk'. Tal van plannen voor een (deels) alternatief gebruik van de kerk passeerden de revue. Uiteindelijk bleef alles bij het oude. In de jaren 1988-1989 voerde de Werkgroep tevergeefs gerichte actie om de Agneskerk op de gemeentelijke monumentenlijst te krijgen. Een nieuwe actie tegen dreigende afbraak leidde in 1996 tot de status van rijksmonument.
In de jaren 1996-1997 speelde opnieuw de vraag hoe de kerk als bedehuis behouden kon blijven. De oplossing lag in het delen van de ruimte met andere christelijke geloofsgroepen. Zo was er onder meer sprake van een eventueel gebruik door de Armeense geloofsgemeenschap in Amsterdam. In deze jaren vormde de kerk nog steeds een pastorale eenheid met de Obrechtparochie. De pastoor van de Obrecht was tevens herder van de Agneskerk.
Tot 2006 werd in de Agneskerk de mis opgedragen volgens de in Latijnse Kerk gebruikelijke gewone vorm van de Romeinse ritus (Novus Ordo Missae). Vanaf dat jaar is de mis echter ook volgens de buitengewone vorm, de Tridentijnse ritus gevierd. De bediening van de Tridentijnse ritus is op 30 augustus 2006 in handen gelegd van twee priesters van de Sint Petrus Broederschap. Sinds Pasen 2009 wordt de heilige mis in deze kerk met toestemming van de bisschop van Haarlem-Amsterdam, mgr. Jos Punt, nog vrijwel uitsluitend opgedragen volgens de Tridentijnse ritus. Tot administrator van de kerk is benoemd pater Martin Kroman Knudsen (FSSP). Eveneens met instemming van bisschop Punt is de pastorie van de Agneskerk in 2011 verheven tot religieus huis van de Sint Petrus Broederschap. De nieuwe communauteit, gelegen naast de Agneskerk, is naar Sint-Bonifatius genoemd.
In de jaren 2015-2016 is de Agneskerk aan de buitenkant volledig gerestaureerd, met name het dak en de dakgoten waren door achterstallig onderhoud sinds 1970 volledig verwaarloosd en in zeer slechte staat. Het ligt in de planning dat het interieur van de kerk ook zal worden gerestaureerd, waarbij de kerk weer volledig in de oorspronkelijke staat zal worden teruggebracht. Door lekkages als gevolg van rottende dakdelen is met name het stucwerk in het interieur ernstig beschadigd. Het betreft hier echter vooral optische schade.

## Architectuur en kunst

### Exterieur
Het gebouw is een ruime, driebeukige neoromaanse kruisbasiliek, met een hoog opgaand middenschip en lage zijbeuken, en een flauw hellend zadeldak. Het gebouw werd opgetrokken in baksteen en voorzien van een hoge, bijna vrijstaande klokkentoren. Stuyt liet zich bij zijn ontwerp inspireren door de basiliek Sint-Agnes buiten de muren in Rome. In het portiek boven de centrale deur van de monumentale ingangspartij is een groot, Byzantijns aandoend glasmozaïek van Sint-Agnes aangebracht. Hoger in de gevel bevindt zich een roosvenster, waarin de natuurstenen geledingen een Davidster vormen. De voorgevel en de transeptgevels worden bekroond door frontons. Terzijde van de ingang bevinden zich tegen de gevel twee platen met teksten. Links: 'Hic domus dei est et porta coeli' ('Dit is het huis van God en de poort naar de hemel'). Rechts: 'Domus mea, domus orationis' ('Mijn huis, een huis van gebed').

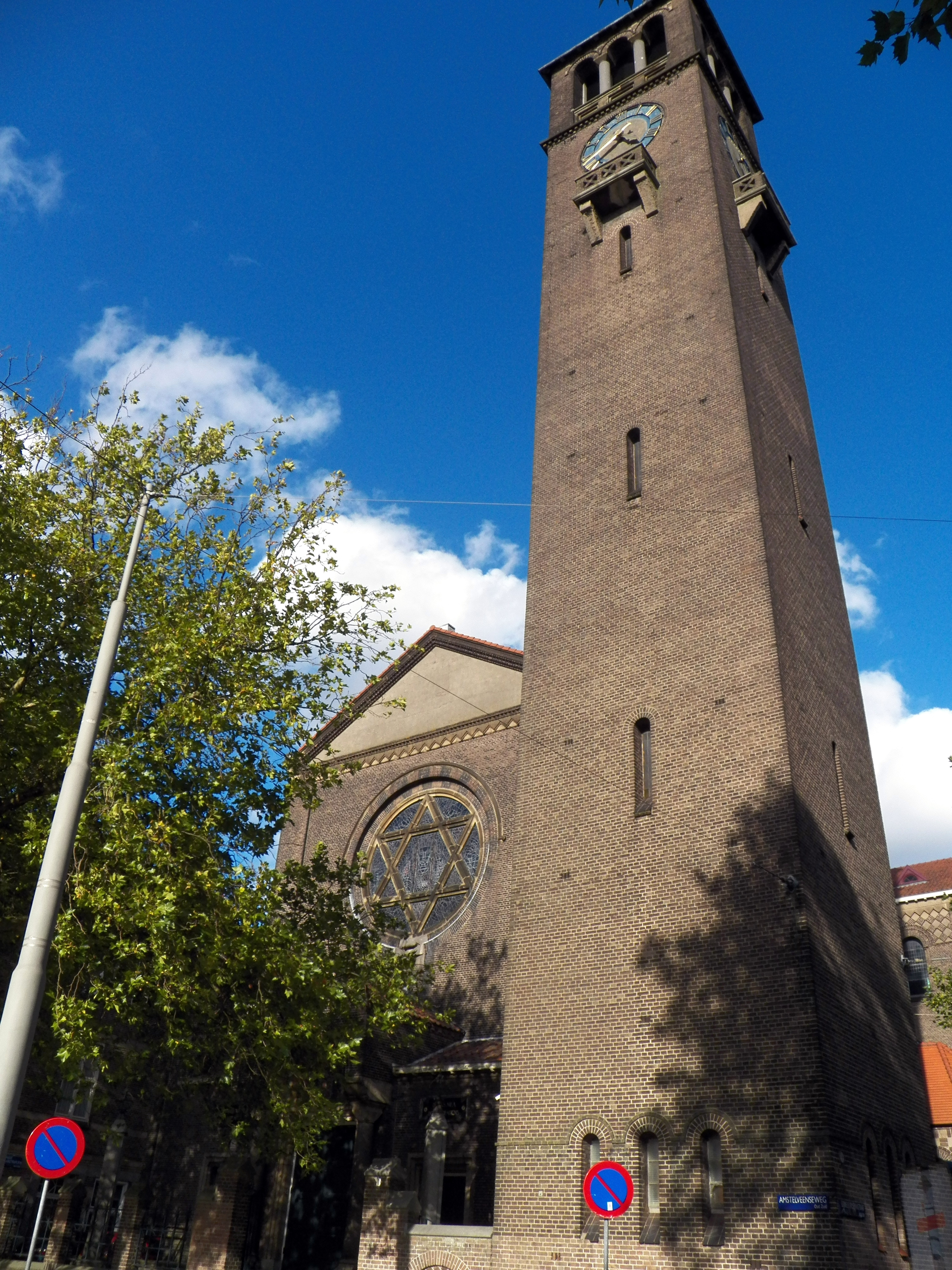
Kerktoren
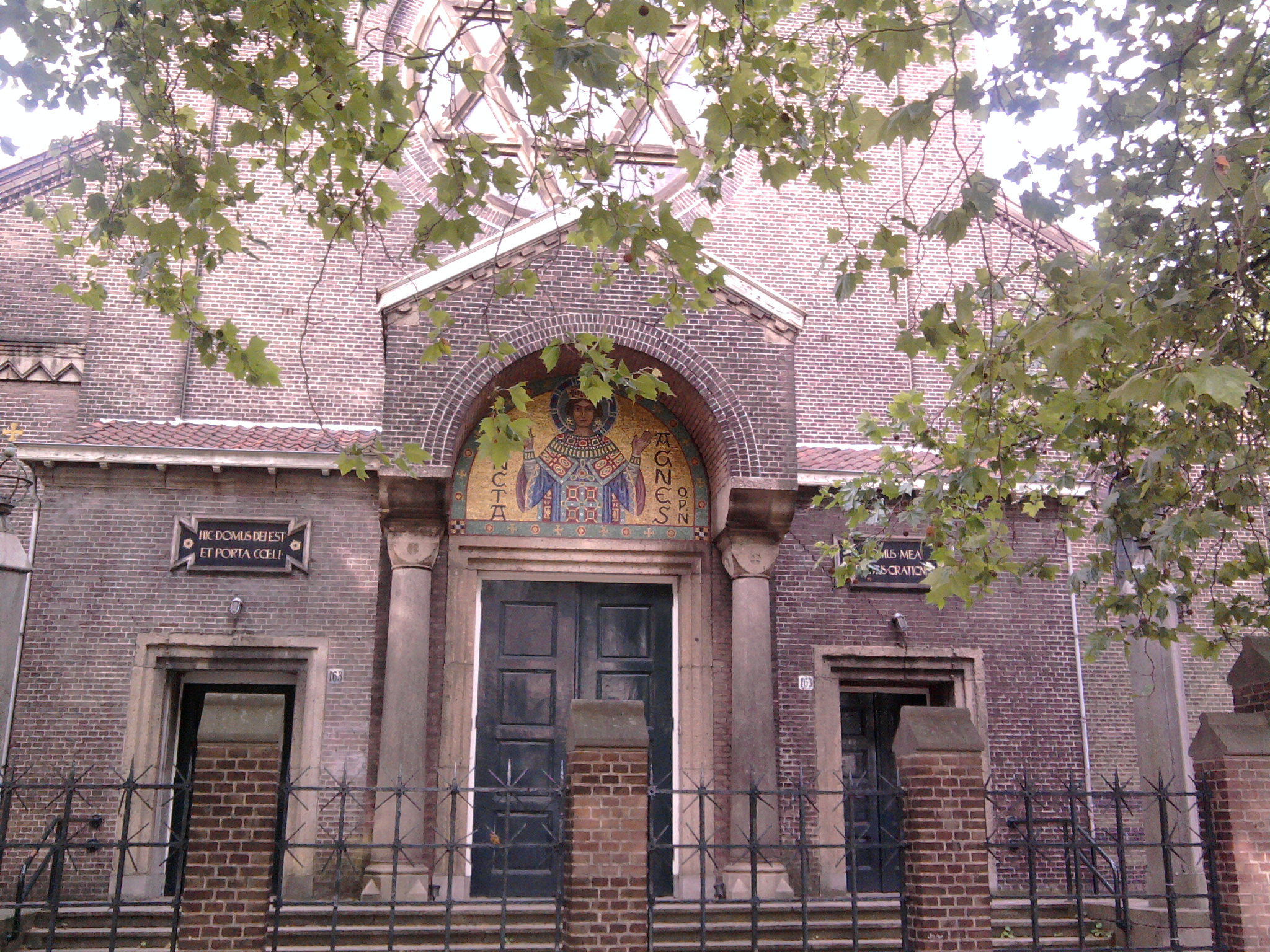
Portaal
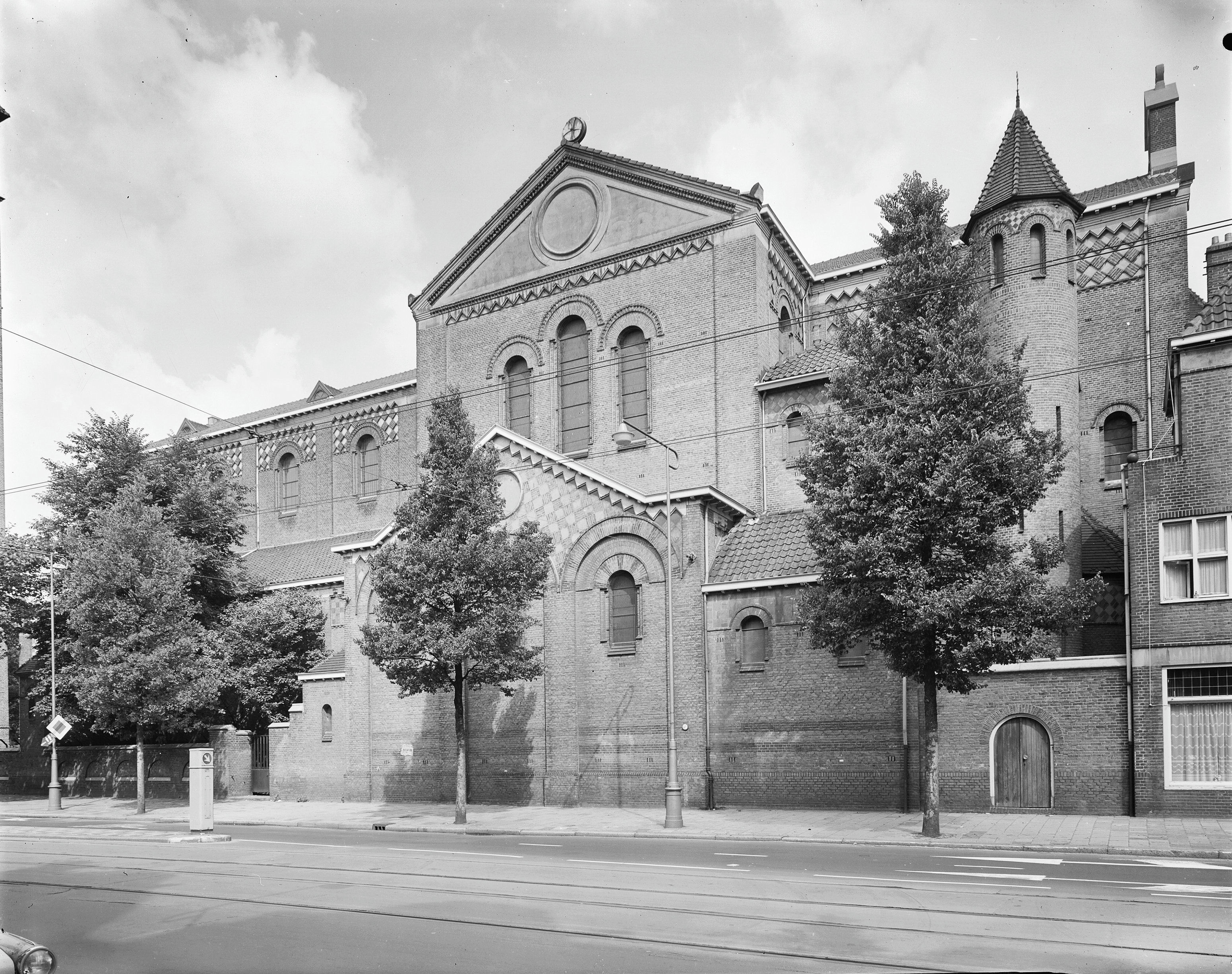
Zuidgevel

### Interieur
Opvallend in het interieur is het vlakke cassetteplafond met rode, blauwe en gele beschildering, dat ontleend is aan vroeg-christelijke basilieken en waarvan het patroon in de viering afwijkend is (diagonaal). De apsis heeft een hoogaltaar met ciborium en glasmuurschilderingen (vermurail) van Joep Nicolas. Bijzonder is ook de zangerstribune in het transept, dicht bij het altaar. Normaal bevindt de koortribune zich in een georiënteerde kerk aan de westzijde, boven de ingang. Stuyt liet zich hier leiden door de groeiende tendens om de gelovigen meer bij de mis te betrekken. 'De volkszang moest weer een essentieel onderdeel worden van de eredienst'. De zangerstribune  bevindt zich op de noordgalerij. Het pijpwerk van het orgel uit 1932, van J.W. Clavaux, staat opgesteld op de zuidgalerij. Het werd vanaf 1988 gerestaureerd. De speeltafel staat echter op de noordelijke galerij, zodat de dirigent en componist van kerkelijke muziek, Hubert Cuypers, als cantor en organist aan de kerk verbonden, direct contact had met het zangkoor. De kerk is wit gestuct, met muurschilderingen van bazuin blazende engelen op de triomfboog bij het priesterkoor. Ook de kruiswegstaties in de zijbeuken zijn muurschilderingen.

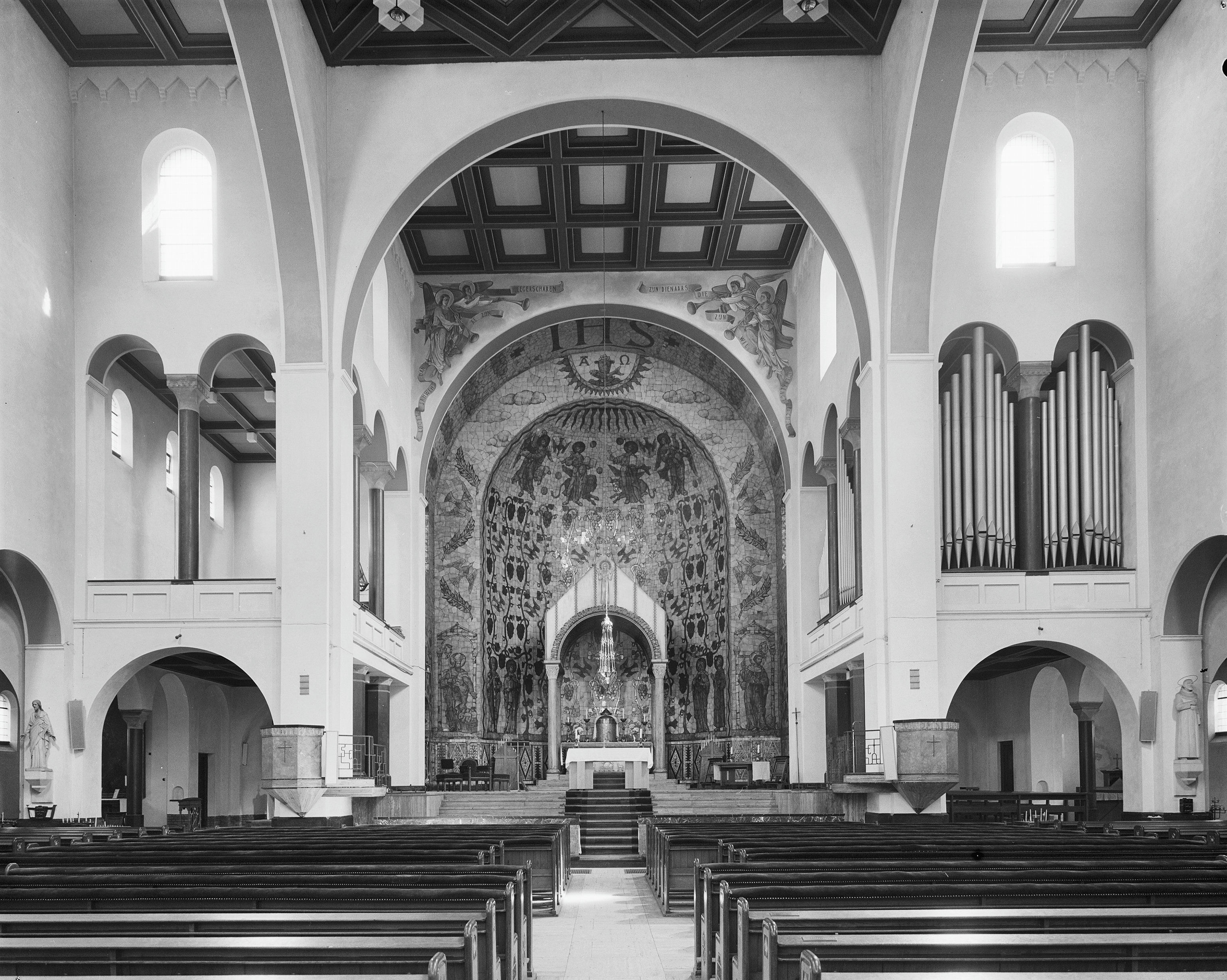
Interieur naar het oosten, met links de koortribune en rechts de orgeltribune
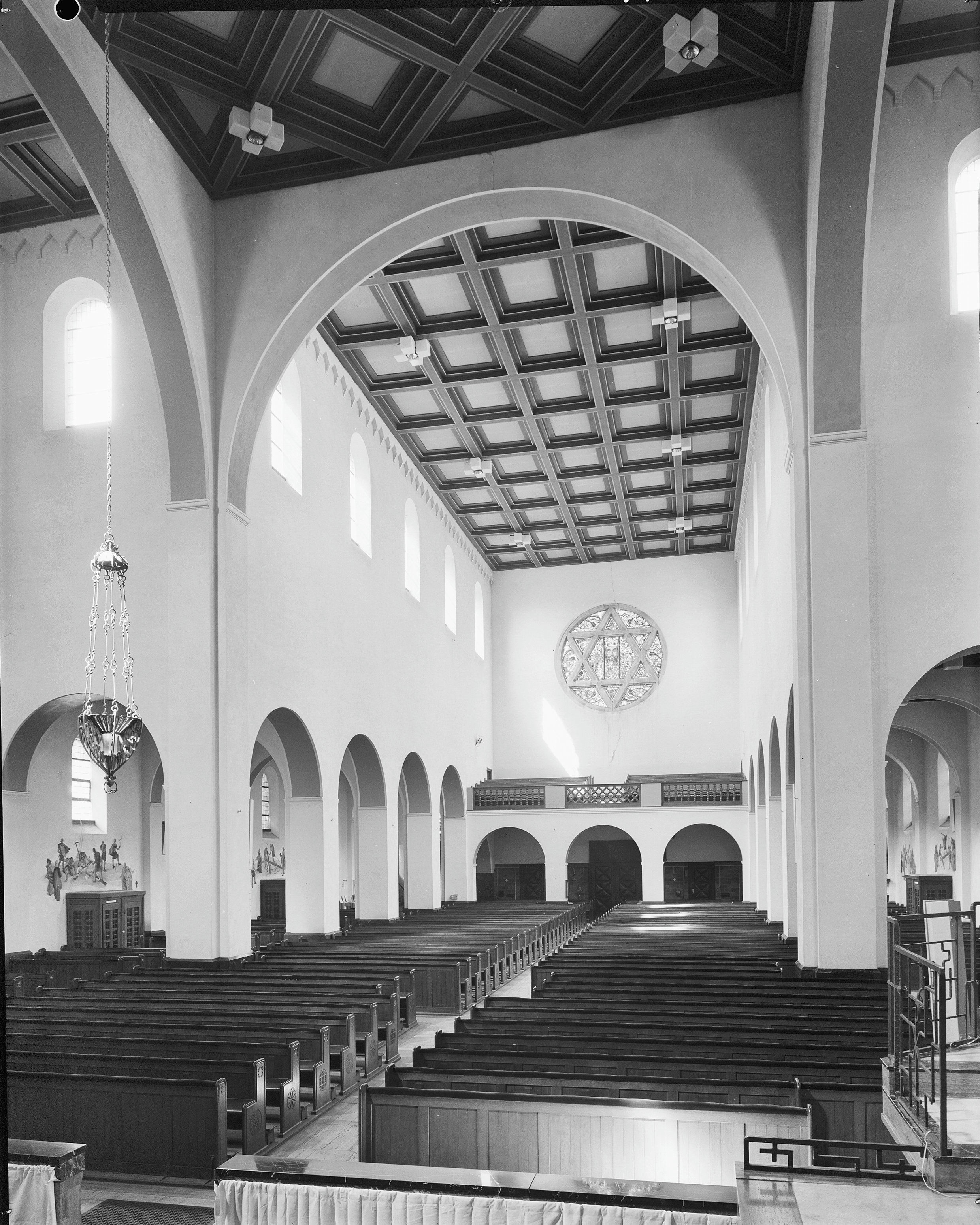
Interieur naar het westen
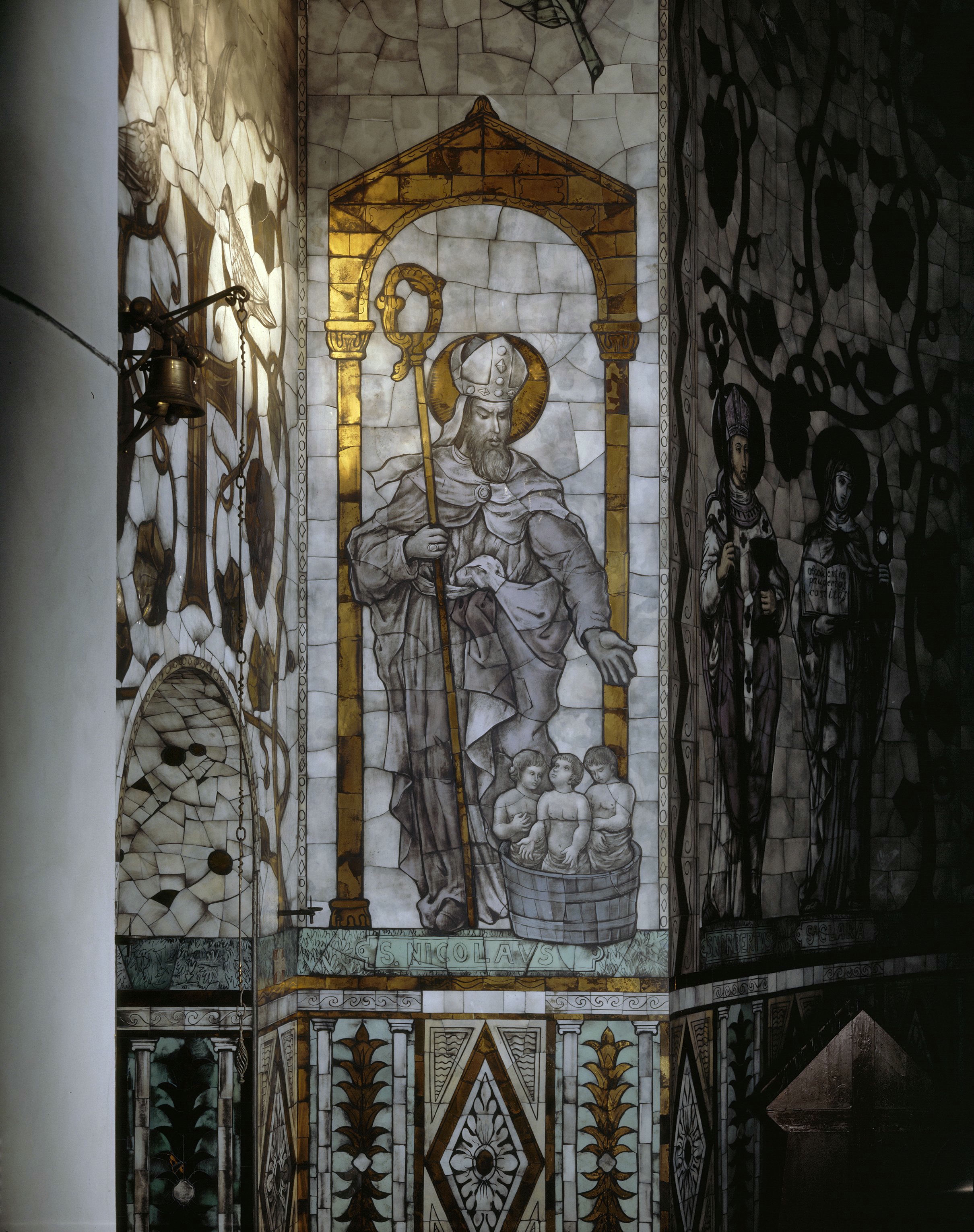
Detail apsis in vermurail of muurglas
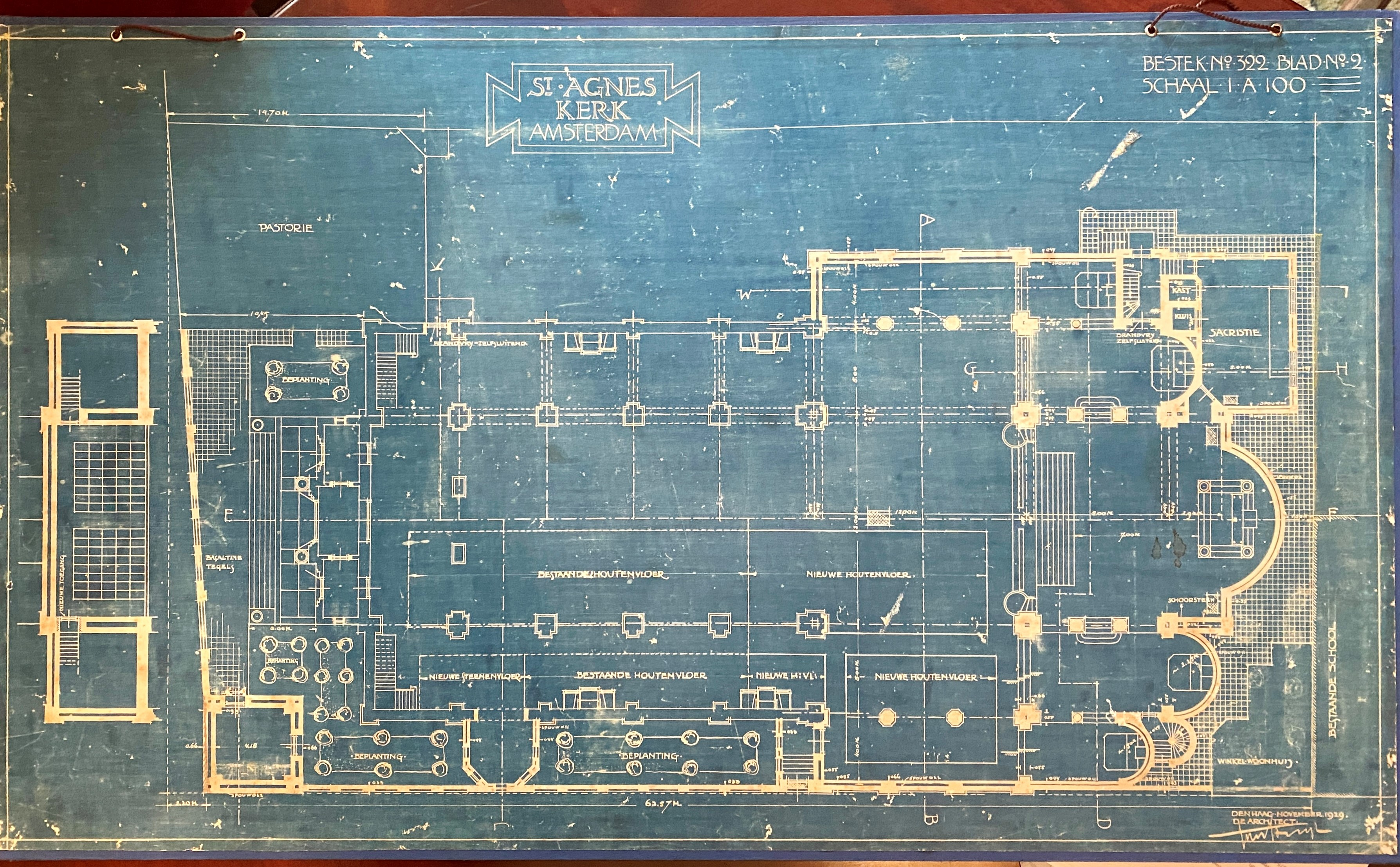
Plattegrond

### Kunst[13]
Tal van bekende kunstenaars hebben bijgedragen aan de uitmonstering van de Sint-Agneskerk. Sommige van hen - zoals Jan Mammen en Nico Witteman - behoorden zelf tot de Agnes-parochie.
- Mari Andriessen
  - Sint-Jozefbeeld, gepolychromeerd eikenhout op basement van travertin; in de Sint-Jozefkapel (nu Sacramentskapel?) (1940).
- Alex Asperslagh
  - Rozetvenster van gebrandschilderd glas in de westgevel (1931), voorstellende Christus Koning, omringd door symbolen van De Schepping; de natuurstenen tracering in de vorm van een zespuntige ster verwijst naar koning David, de voorafschaduwing van Christus.
- Jan Eloy en Leo Brom
  - Hoofdaltaar (1931), met op het antependium het Lam Gods met kruisvaan op het Boek met de zeven zegels. Daaromheen twaalf lammeren.
  - Altaaroverhuiving (ciborium) (1931), met een afbeelding van de heilige Agnes. Zuilen van travertin en kalkstenen kapitelen met voorstellingen uit het leven van van de heilige.
  - Doopvont (ca. 1932), travertin, met koperen deksel Maria-altaar
  - Maria-altaar ('Atelier van J.E. en L. Brom') (1932). Madonnabeeld in metaal-plastiek (met tangen bewerkte koperplaat) in een nis met ter weerszijden twee zijluiken in gedreven koper, met zestien scènes uit het leven van Maria (invouwbaar). Altaartafel van travertin.
- Joanna Brom
  - Geëmailleerde cloisonné altaarcrucifix, hangend in het ciborium (1931)
- J.H. Jurres
  - Agnes-altaar: groot schilderij met de marteldood van de heilige Agnes (1923-1924); de zijpanelen zijn nooit uitgevoerd. Oorspronkelijk bedoeld voor het hoofdaltaar.
- Jan Mammen
  - Twee kerkramen in de concha op het priesterkoor[14]
  - Kerkraam in de doopkapel met de uitbeelding van het Bijbelverhaal van de bekering en doop van de Ethiopische kamerheer (1942).[14]
  - Ontwerp voor een Smyrna-altaarloper, uitgevoerd door een damescomité.
  - Ontwerp voor twee lezenaars in travertin, voor het voorlezen van respectievelijk het epistel en het evangelie
  - Geschilderd portret van pastoor L.Th.M. Snelders (1932); in de zaal van de pastorie
  - Geschilderd portret van pastoor A. Kokkelkoren (1963); in de zaal van de pastorie
- Jan Mammen en Willem (Wim) Schermer[15]
  - Kruiswegstaties in de zijbeuken, muurschilderingen (1933-1946)[16]
  - Muurschildering van bazuinengelen op de triomfboog bij het priesterkoor
- Jan Mammen en Max Weiss
  - Ontwerp voor muurglasbeschildering (vermurail) boven linker doorgang terzijde van priesterkoor, uitgevoerd door M. Weiss; ket kruis met druiventrossen en duiven[17]
- Joep Nicolas
  - Transeptglazen (1934). Aan de linkerzijde afbeeldingen scènes uit het leven van Sint-Agnes als maagd. Aan de rechterzijde de verheerlijking van de heilige als martelares.
  - Gebrandschilderde ramen in de zijbeuken (1934-1939), met scènes uit het leven van Sint-Agnes.
  - Vermurail- of muurglasbeschildering van de apsis en het aangrenzend deel van het priesterkoor, door Joep Nicolas (1937-1938). Met onder meer de heiligen Norbertus, Clara, Juliana van Falconieri, Paschalis Baylon en de vier evangelisten Mattheüs, Marcus, Lucas en Johannes.
- Nico Witteman
  - Geëtst smeedijzeren hek ter afsluiting van de doopkapel (ca. 1932), met symboliek die betrekking heeft op de doop.
  - Geslagen koperen doopbekken voor bestaande doopvont, met gedreven randschrift en vissen (1939)
  - Smeedwerk bij het beeld van Sint-Antonius
  - Smeedwerk ('passiehek') ter afsluiting van de nis met de relieken van het Heilig Kruis en de Doornenkroon (1939)[noot 3]
  - Reliëf van geëmailleerd aardewerk met het Lam, boven de deur naar de sacristie (toegeschreven aan)
  - twee panelen in veelkleurig email (email-peinture), voorstellende Maria van Goede Raad (1932) en Sint-Antonius (1932), 130 x 77 cm.[18]
  - Retabel voor het Sint-Jozefaltaar, met twaalf gedreven koperen reliëfs, deels geëmailleerd. Met tabernakeldeur van geëmailleerd smeedwerk, twee bijbehorende kandelaars en een smeedijzeren altaarkruis (1940). Altaartafel van travertin.[19]
- Onbekend (mogelijk Jan Stuyt)
  - Glasmozaïek op goudfond, in Byzantijnse trant, voorstellend de heilige Agnes ten halve lijve, als 'orante'; in het portaal van de ingang tegen de buitengevel (1922). Uitgevoerd door de Duitse firma Peter Beyer und Söhne te Keulen.[20]